# Pseudosermyle arbuscula
Pseudosermyle arbuscula är en insektsart som först beskrevs av Rehn, J.A.G. 1902.  Pseudosermyle arbuscula ingår i släktet Pseudosermyle och familjen Diapheromeridae. Inga underarter finns listade i Catalogue of Life.